# Wei (Dingling)
Wei (xinès tradicional: 魏, xinès simplificat: 魏, pinyin: Wèi) va ser un estat de l'ètnia Dingling que existí durant el període específic dels Setze Regnes de la Xina, de 388 a 392. El seu fundador Zhai Liao havia estat vacil·lant entre ser un vassall dels Yan posteriors, els Yan Occidental, o la Dinastia Jin (265-420), i en 388,